# AN/SPS-48

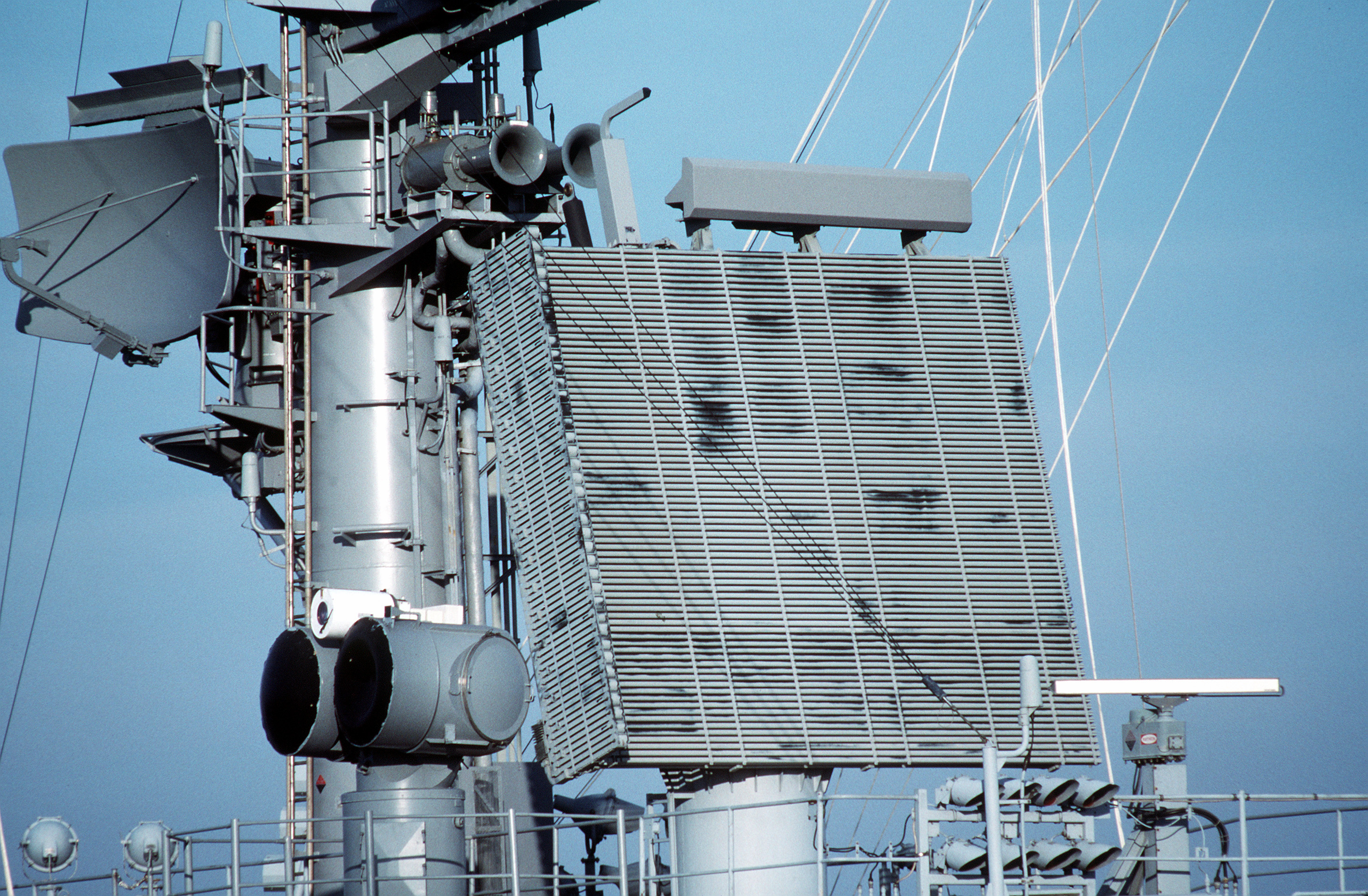
AN/SPS-48E 레이더는 3차원 대공 레이더인 동시에 장거리 탐지거리를 갖고 있는 우수한 첨단 레이더이다.

AN/SPS-48는 미국 해군의 3차원 장거리 대공 탐색 레이더이다. 미국, 대만 등에서 사용된다.

## 스펙
- 종류: 3차원 대공 레이다
- 탐지거리 : 460km
- 탐지고도 : 30km(10만ft).
- 밴드 종류: E 밴드, F밴드 (2 to 4 GHz)
- 크기 : 17 ft (5.2 m) by 17 ft 6 in (5.33 m
- 탑재함정 : 키드급 구축함

### 레이다 탐지거리
- RCS 1m2 (4.5세대 전투기:미쓰비시 F-2, 유로파이터) : 300km
- RCS 5m2 (4세대 전투기:F-16) : 420km
- 초대형 항공기 (보잉 737, B-52) : 370km
- 최대 탐지거리: 460km

## 같이 보기
- 레이다 목록
- 키드급 구축함
- OPS-12